# Нелві Тяфак
Нелві Тяфак (нім. Nelvie Tiafack; нар. 3 січня 1999) — німецький боксер, призер Олімпійських ігор, чемпіон Європи та призер Європейських ігор серед аматорів.

## Аматорська кар'єра
На Європейських іграх 2019 завоював бронзову медаль.
- В 1/16 фіналу переміг Адам Куліка (Польща) — 5-0
- В 1/8 фіналу переміг Фрейзера Кларка (Англія) — 3-2
- У чвертьфіналі переміг Гургена Оганесяна (Вірменія) — 3-2
- У півфіналі програв Мураду Алієву (Франція) — 1-4

На чемпіонаті світу 2019 переміг двох суперників, а у чвертьфіналі програв Кашимбеку Кункабаєву (Казахстан) — 0-5.
На Європейському кваліфікаційному турнірі у червні 2021 року програв у 1/8 фіналу Цотне Рогава (Україна) — 0-5 і не потрапив на Олімпійські ігри 2020.
На чемпіонаті світу 2021 програв у другому бою майбутньому чемпіону Марку Петровському (Росія).
На чемпіонаті Європи 2022 став чемпіоном.
- В 1/8 фіналу переміг Сергія Кальчугіна (Сербія) — 5-0
- У чвертьфіналі переміг Ніколоза Бегадзе (Грузія) — 5-0
- У півфіналі переміг Делішеса Орі (Англія) — 5-0
- У фіналі переміг Аюб Гадфа (Іспанія) — RSC R2

На Європейських іграх 2023 став бронзовим призером.
- В 1/16 фіналу переміг Стена Бертенса (Нідерланди) — 5-0
- В 1/8 фіналу переміг Джамілі-Діні Абуду Мойндзе (Франція) — 4-1
- У чвертьфіналі переміг Аюб Гадфа (Іспанія) — 3-2
- У півфіналі програв Мухаммаду Абдуллаєву (Азербайджан) — 1-4

На Олімпійських іграх 2024 завоював бронзову медаль.
- В 1/8 фіналу переміг Мухаммада Абдуллаєва (Азербайджан) — 5-0
- У чвертьфіналі переміг Дієго Ленці (Італія) — 5-0
- У півфіналі програв Баходіру Жалолову (Узбекистан) — 0-5